# イノベーションのジレンマ
イノベーションのジレンマ (英: The Innovator's Dilemma)とは、巨大企業が新興企業の前に力を失う理由を説明した企業経営の理論。クレイトン・クリステンセンが、1997年に初めて提唱した。
大企業にとって、新興の事業や技術は、小さく魅力なく映るだけでなく、カニバリズムによって既存の事業を破壊する可能性がある。また、既存の商品が優れた特色を持つがゆえに、その特色を改良することのみに目を奪われ、顧客の別の需要に目が届かない。そのため、大企業は、新興市場への参入が遅れる傾向にある。その結果、既存の商品より劣るが新たな特色を持つ商品を売り出し始めた新興企業に、大きく後れを取ってしまうのである。例えば高いカメラ技術を有していたが、自社のフィルムカメラが売れなくなることを危惧して、デジタルカメラへの切り替えが遅れ、気付いた頃には手遅れになってしまっていたなどがある。

## 発生の経緯
1. 優良企業は、顧客のニーズに応えて従来製品の改良を進め、ニーズのないアイデアを切り捨てる。イノベーションには、従来製品の改良を進める「持続的イノベーション」と、従来製品の価値を破壊して全く新しい価値を生み出す「破壊的イノベーション」がある。優良企業は、持続的イノベーションのプロセスで自社の事業を成り立たせているため、破壊的イノベーションを軽視する。
2. 優良企業の持続的イノベーションの成果は、ある段階で顧客のニーズを超えてしまう。そして、それ以降、顧客はそうした成果以外の側面に目を向け始め、破壊的イノベーションの存在が無視できない力を持つようになる。
3. 他社の破壊的イノベーションの価値が市場で広く認められる。その結果、優良企業の提供してきた従来製品の価値は毀損してしまい、優良企業は自社の地位を失ってしまう。

## 持続的イノベーションとの対比
クリステンセンは、破壊的イノベーションは一般に想起される持続的イノベーションとの対比において、根本的に異なるとしている。頻繁に行われ、繰り返し行うように組織内で仕組み化されている持続的イノベーションと比較し、大きな影響を及ぼす。持続的イノベーションでは、既存ビジネスモデル内で、製品の性能を高めるような改善的なイノベーションが行われ、「既存顧客を対象にしている」「今の不満点を解消」「価値観は変わらない」。一方の破壊的イノベーションでは、「潜在的な顧客を対象にしている」「新たな用途や解決策を提示」「従来とは異なる価値を提案」するという特徴がある。
|            | 持続的イノベーション     | 破壊的イノベーション                         |
| ---------- | ------------------------ | -------------------------------------------- |
| 対象市場   | 既存市場、既存顧客       | 既存製品が高価であったりアクセスできない顧客 |
| 製品の性能 | 以前より向上             | 向上されていない、もしくは劣化               |
| 価格       | 以前より高価もしくは同等 | 劇的に安い（ローエンド破壊）                 |

## 発生の要因
クリステンセンは、優良企業が合理的に判断した結果、破壊的イノベーションの前に参入が遅れる前提を5つの原則に求めている。
企業は顧客と投資家に資源を依存している。
既存顧客や短期的利益を求める株主の意向が優先される。
小規模な市場では大企業の成長ニーズを解決できない。
イノベーションの初期では、市場規模が小さく、大企業にとっては参入の価値がないように見える。
存在しない市場は分析できない。
イノベーションの初期では、不確実性も高く、現存する市場と比較すると、参入の価値がないように見える。
組織の能力は無能力の決定的要因になる。
既存事業を営むための能力が高まることで、異なる事業が行えなくなる。
技術の供給は市場の需要と等しいとは限らない。
既存技術を高めることと、それに需要があることは関係がない。

## イノベーションのインキュベーション
クリステンセンは大企業において破壊的イノベーションを起こすのに有効な手段として以下の戦略を論じた。:
- 破壊的技術を「正しい」顧客とともに育て上げること。この「正しい」顧客は必ずしも既存の顧客グループから見つける必要はない。
- 破壊的技術のインキュベーションは、小さな成功と少ない顧客獲得でも報いられる仕組みを持つ自律した組織の中で行うこと。
- 早く失敗し、正しい破壊的技術を見つけること。
- 破壊的イノベーションをミッションに持った組織に既存事業が有するリソースを全て使えるようにすること、その一方で当組織のプロセスや価値観は既存事業から切り離されるよう気をつけること。